# Mosbjerg Folkefest
Mosbjerg Folkefest (2016-2018 kaldet Folkefest for Frihed) er et årligt politisk og socialt arrangement for den nationale højrefløj.
Det har været afholdt på Mosbjerggård ved Mossø vest for Skanderborg samt et par steder på Sjælland, bl.a. Forsvarets ejendom Christiansminde ved Jægerspris. Til møderne samles nationalkonservative fra hele landet og nabolandene til en udendørs fest med spisning og taler bl.a. af politikere, islamkritikere og medlemmer af nationalsindede danske og udenlandske organisationer med efterfølgende mulighed for diskussion.
Møderne har ingen stående organisation, men forestås fra gang til gang af en arbejdsgruppe oprettet til lejligheden. De er blevet understøttet økonomisk og logistisk af Den Danske Forening og af Grundlovsforeningen Dansk Kultur. Møderne er blevet mødt med kritik og moddemonstrationer fra antifascistiske grupperinger og lokale borgere.

## Historie
29. juni 2013 afholdtes en fest i den parklignende have på Mosbjerggård for at fejre 10-års jubilæet for den nationalkonservative blog Uriasposten. Det blev efterfølgende besluttet at gøre arrangementet til en årligt tilbagevendende begivenhed. Jubilæumsfesten indbefattede i modsætning til de senere folkefester ikke politiske taler, men underholdning i form af visesang fra Mister Jones samt anekdoter og kulturkritiske sange ved Hans Erling Jensen.
Folkefesten blev 2014 og 2015 afholdt af Uriaspostens grundlægger Kim Møller og hans netværk. I 2016 overtog en arrangørgruppe med tilknytning til For Frihed med Tanja Groth i spidsen arrangementet, der omdøbtes til Folkefest for Frihed og flyttedes til Sjælland. I 2017 og 2018 bistod Den Danske Forening og Grundlovsforeningen Dansk Kultur arrangørgruppen med praktisk og økonomisk hjælp. I 2019 flyttede arrangementet tilbage til Mosbjerggård og fik igen sit oprindelige navn, Mosbjerg Folkefest, med Foreningen Mosbjerg Folkefest som arrangør.

### 2014
Den første Mosbjerg Folkefest blev afholdt 5. juli med taler af bl.a. Kasper Støvring, Ole Hasselbalch og franske Alain Wagner med samme menu og format som året før.

### 2015
Mosbjerg Folkefest 2015 afholdtes 4. juli med taler af Paul Weston (Liberty GB), Lars Hedegaard, Søren Krarup, Søren Hviid Pedersen og Torben Mark Pedersen.
Talerne handlede om suverænitet, civilsamfund og kultur, og bevarelse af fælles normer og værdier.

### 2016, 2017, 2018
Folkefesten var i disse tre år forlagt til Sjælland under navnet "Folkefest for Frihed". I 2016 blev festen afholdt i en spejderhytte uden for Roskilde, mens den i 2017 og 2018 fandt sted 24. juni (begge år) på Uddannelsescenter Christiansminde, der er en del af Forsvarets skydelejr Jægersprislejren ved Jægerspris. I 2018 deltog ifølge dagbladet Informations udsendte medarbejder ca. 150 mennesker, primært ældre i eller omkring pensionsalderen.

### 2019
Folkefesten vendte tilbage til Mosbjerggård med temaet: Kampen for fædreland og frihed - og kampens pris. Østjyske Antifascister og Fællesinitiativet mod Racisme og Diskrimination afholdt under parolen "Stop Fascist-festen - vis modstand" moddemonstrationer, og en del beboere i Alken signalerede med skilte og regnbueflag modstand mod arrangementet.
I 2019 deltog ifølge arrangørerne lidt over 330 mennesker.

## Talere
2014
- Kasper Støvring
- Morten Uhrskov Jensen
- Alain Wagner
- Mogens Camre
- Hans Rustad
- Ole Hasselbalch
- Hans Erling Jensen[7]

2015
- Paul Weston
- Søren Krarup
- Søren Hviid Pedersen
- Torben Mark Pedersen
- Lars Hedegaard
- Jan Høeg[8], Norge

2016
- Tania Groth
- Lars Hedegaard
- Hege Storhaug
- Tatjana Festerling
- Mogens Camre
- Edwin Wagensveld
- Jeppe Juhl

2017
- Søren Krarup
- Clare Lopez
- Morten Storm
- Helmuth Nyborg
- Ole Hasselbalch
- Johan Christian Nord
- Robert Timm

2018
- Søren Espersen
- Petr Bystron
- Morten Uhrskov Jensen
- Hans Erling Jensen
- Lars Hedegaard

2019
- Jan Høeg
- Gavin Boby[10]
- Marie Krarup
- Rasmus Paludan
- Aurelija Aniulyte Beattie

I 2015 var Mikael Jalving og festens æresgæst Svend Andersen fra Hvidstengruppen annonceret som talere, men begge meldte afbud grundet hhv. sygdom og for stærk hede. Sidstnævnte erstattedes af den norske modstandsmand Jan Høeg. I 2019 skulle briten Tommy Robinson og østrigeren Martin Sellner fra Generation Identitær have talt, men begge meldte afbud. I stedet talte Rasmus Paludan fra Stram Kurs og Aurelija Aniulyte Beattie, der er formand for Generation Identitær i Danmark. En hilsen fra Sellner blev oplæst af Laurits Møllegaard Bjerre fra dansk Generation Identitær.